# NGC 1075
NGC 1075 est une galaxie lenticulaire située dans la constellation de la Baleine. NGC 1075 a été découverte par l'astronome américain Francis Leavenworth en 1885.

## Caractéristiques
Sa vitesse par rapport au fond diffus cosmologique est de 7 460 ± 14 km/s, ce qui correspond à une distance de Hubble de 110,0 ± 7,7 Mpc (∼359 millions d'al).